# Spathius vesevus
Spathius vesevus är en stekelart som beskrevs av Nixon 1943. Spathius vesevus ingår i släktet Spathius och familjen bracksteklar. Inga underarter finns listade i Catalogue of Life.